# 沙尔芒特赖
沙尔芒特赖（法語：Charmentray，法語發音：[ʃaʁmɑ̃tʁɛ] ⓘ）是法国塞纳-马恩省的一个市镇，属于莫城区。

## 地理
沙尔芒特赖（48°56'44"N, 2°46'34"E）面积4.67 平方千米，位于法国法蘭西島大區塞纳-马恩省，该省份为法国北部内陆省份，北起瓦兹省，西接埃松省、马恩河谷省、塞纳-圣但尼省和瓦兹河谷省，南至卢瓦雷省，东南接约讷省，东临马恩省和奥布省，东北接埃纳省。
与沙尔芒特赖接壤的市镇（或旧市镇、城区）包括：马恩河畔普雷西、特里尔巴杜、维勒鲁瓦、沙尔尼、马恩河畔弗雷讷。

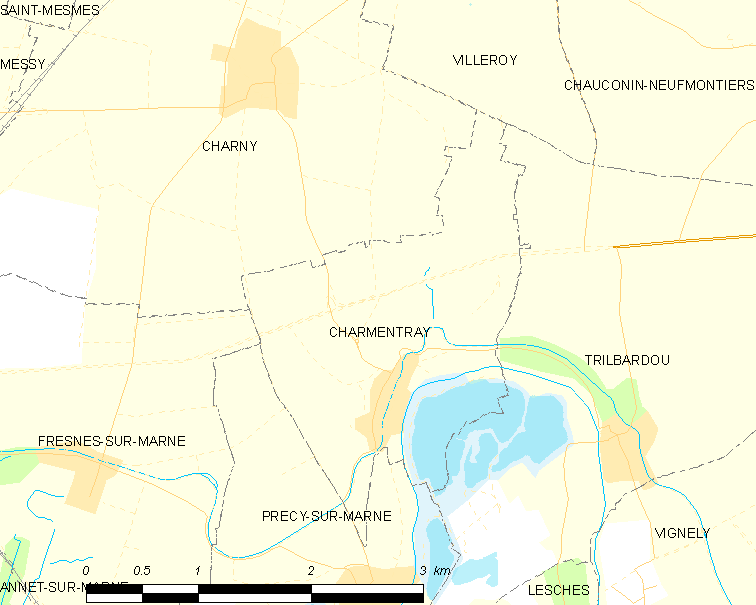
沙尔芒特赖的OSM定位图

沙尔芒特赖的时区为UTC+01:00、UTC+02:00（夏令时）。

## 行政
沙尔芒特赖的邮政编码为77410，INSEE市镇编码为77094。

## 政治
沙尔芒特赖所属的省级选区为克莱-苏伊县。

## 人口

1962-2008年间沙尔芒特赖人口变化图示

沙尔芒特赖于2022年1月1日时的人口数量为294人。